# ŽKK Play Off Sarajevo
Le ŽKK Play Off Sarajevo, actuellement connu sous le nom de ŽKK Play Off Meridianbet pour des raisons de sponsoring, est un club professionnel de basket-ball féminin basé à Sarajevo, en Bosnie-Herzégovine. L’équipe évolue dans le Championnat féminin de Bosnie-Herzégovine et dispute ses matchs à domicile au Centre culturel et sportif d’Ilidža, d’une capacité de 2 700 spectateurs.
Seulement quinze mois après la création de la section féminine, le club a remporté la Ligue A1 (deuxième division) lors de la saison 2012/2013, avant de terminer vice-champion national dès la saison suivante. Parmi ses principaux succès figurent trois titres de champion de Bosnie-Herzégovine et une victoire en Coupe de Bosnie-Herzégovine. Le ŽKK Play Off a également pris part à la Ligue adriatique féminine (WABA), affrontant certaines des meilleures équipes de la région.

## Palmarès
Championnat de Bosnie-Herzégovine
- champion (3): 2016, 2017, 2022
- finaliste (3): 2014, 2015, 2018

Coupe de Bosnie-Herzégovine
- champion (1): 2017
- finaliste (3): 2016, 2018, 2022

## Classement de la saison
| - 2013-2014 : 2e - 2014-2015 : 2e - 2015-2016 : Champion - 2016-2017 : Champion | - 2017-2018 : 2e - 2018-2019 : 4e - 2019-2020 : 4e - 2020-2021 : 4e | - 2021-2022 : Champion - 2022-2023 : 4e - 2023-2024 : 8e - 2024-2025 : 3e |

## Joueuses célèbres ou marquants
Liste des joueuses notables:
| - Neira Alispahić - Sandra Azinović - Ines Babić - Nikolina Babić - Amra Begić - Dajana Bugarin - Almira Ćato - Anđela Delić - Nikolina Delić | - Nikolina Džebo - Marina Džinić - Miljana Džombeta - Valentina Galušić - Nedžla Kovačević - Zdenka Kovačević - Jovana Marković - Azra Nikšić - Lejla Omerbašić | - Tea Perić - Hena Spahić - Iris Starčević - Vanja Vasilić - Amra Đapo - Milica Milošev - Ines Ćorda - Nikolina Nikolić - Bojana Vulić | - Samantha Roscoe - Cory Tiny Adams - Deijah Blanks - Cierra Ceazer - Andie Easley - Monet Johnson - Teisha King - Rishonda Napier |

## Entraîneurs notables
- Goran Lojo